# Lông chân
Lông chân là lông mọc trên chân của con người, thường xuất hiện sau khi bắt đầu dậy thì. Vì lý do vệ sinh, thẩm mỹ và đối với một số môn thể thao, người ta cạo lông, sáp hoặc sử dụng kem tẩy lông để loại bỏ lông khỏi chân của họ: xem cạo lông chân.
Kỷ lục Guinness thế giới hiện tại về mái tóc dài nhất thế giới thuộc về Jason Allen ở Tucson, Arizona với 8,84 inch (22,46 cm).